# Non sequitur (logika)
Non sequitur (hrvatski: nevezana tvrdnja) ime je na latinskom jeziku za logičku zabludu u kojoj je zaključak nepovezan s argumentom, što znači da iako je argument točan, on ne potvrđuje zaključak. 
Primjer:
- Auti ispuštaju štetne plinove.
- Auti i bicikli su sredstva za prijevoz.
- Bicikli ispuštaju štetne plinove.

Iako su prve dvije tvrdnje u potpunosti točne, treća tvrdnja čini velik skok u logici te je nepovezana s prve dvije tvrdnje.